# 里見繁美
里見 繁美（さとみ しげみ、1956年 - ）は、日本の文学者、大東文化大学教授。専門は言語学・音声学・西洋古典で、研究対象はアメリカの作家ヘンリー・ジェイムズと、ギリシア生まれの日本研究家ラフカディオ・ハーンである。近年はアメリカ発祥の音楽を通じたアメリカ文化の研究等を行っている。

## 略歴
- 1979年 金沢大学法文学部卒業
- 1982年 金沢大学大学院文学研究科修士課程修了、文学修士
- 1985年 熊本大学教養部講師
- 1992年 熊本大学教養部助教授
- 1997年 熊本大学文学部助教授
- 2006年 大東文化大学文学部英米文学科教授

## 受賞
- 1992年 アメリカ合衆国モンタナ大学感謝状
- 2000年 第21回熊本日日新聞社出版文化賞
- 2001年 アメリカ合衆国ニューオリンズ市名誉市民証

## 編著書
- 『田中啓介・里見繁美編「アメリカ作家の異文化体験」（開文社叢書13）』（1999年）
- 『別府恵子・里見繁美編「ヘンリー・ジェイムズの華麗な仲間たち－ジェイムズの創作世界」英宝社』（2004年）
- 『里見繁美・池田志郎編「アメリカ作家の理想と現実」（開文社叢書14）』（2006年）
- 『里見繁美・中村善雄・難波江仁美編「ヘンリー・ジェイムズ、いまー歿後百年記念論集ー」英宝社』（2016年）

他

## 関連リンク（出典）
- 大東文化大学教員情報
- reseachmap

| スタブアイコン | サブスタブ | この項目は、まだ閲覧者の調べものの参照としては役立たない、人物に関連した書きかけの項目です。この項目を加筆・訂正などしてくださる協力者を求めています（P:人物伝/PJ:人物伝）。 |